# Carlos Eduardo Jaramillo
Carlos Eduardo Jaramillo Castillo (Loja, 1932) es un poeta y abogado ecuatoriano.
Realizó sus estudios de leyes en la ciudad de Loja. Posteriormente, a los 28 años, se mudó a Guayaquil para ejercer la abogacía. En su carrera como jurista llegó a ser ministro juez de la Corte Superior de Justicia.
El 9 de agosto de 2007 recibió el Premio Nacional Eugenio Espejo por parte del presidente Rafael Correa como reconocimiento a su carrera literaria, siendo nombrado, junto a Jorge Enrique Adoum y Efraín Jara Idrovo, como una de las tres voces poéticas contemporáneas más importantes del país.

## Obras
Entre sus obras se cuentan:
- 150 poemas (1961)
- La noche y los vencidos (1967)
- El hombre que quemó sus brújulas (1969)
- Las desvelaciones de Jacob (1970)
- Una vez la felicidad (1972)
- Crónica de la casa, los árboles y el río (1973)
- Perseo ante el espejo (1974)
- La edad del juego (1977)
- Tralfamadore (1977)
- Veinte años de poesía (1979)
- Blues de la calle Loja (1990)
- Blues del Puerto (2014)[5]

## Reconocimientos
- Premio Nacional Eugenio Espejo (2007)